# قرشيات
القرشيات (الاسم العلمي: Squaliformes)، هي رتبة من الأسماك القرش ضمن شعبة الحبليات التي تضم نحو 126 نوعاً في سبعة فصائل. أنواع هذه الرتبة تملك اثنان من الزعانف الظهرية، وخمسة فتحات للخياشيم، وتملك عموداً فقرياً.

## الأنواع
| الفصيلة                | الصورة | الاسم العلمي   | الأجناس | الأنواع |
| ---------------------- | ------ | -------------- | ------- | ------- |
| القروش المبتلعة        |        | Centrophoridae | 2       | 20      |
| القروش الورقية الزعنفة |        | Dalatiidae     | 7       | 10      |
| القروش العوسجية        |        | Echinorhinidae | 1       | 2       |
| القروش الفانوسية       |        | Etmopteridae   | 5       | 45      |
| القروش الخشنة          |        | Oxynotidae     | 1       | 5       |
| القروش النائمة         |        | Somniosidae    | 7       | 20      |
| قرش كلب البحر          |        | Squalidae      | 2       | 30      |